# Lukas Gernet
Lukas Valentin Gernet (* 4. November 1987 in Luzern) ist ein Schweizer Jazz- und Volksmusiker (Piano, Komposition).

## Leben und Wirken
Gernet wuchs in einer Musikerfamilie auf, wo er schon früh mit Ländlermusik vertraut wurde; seinen ersten Klavierunterricht erhielt er mit sechs Jahren. Später studierte er Jazz-Piano an der Hochschule Luzern bei Hans Feigenwinter, Chris Wiesendanger und Christoph Baumann sowie Master Music Pedagogy bei Colin Vallon und Bert Joris an der Hochschule der Künste Bern. Nach einem Studienaufenthalt in Wien 2012/13 absolvierte er in Luzern ein MAS in Theorie.
Seit 2008 ist Gernet Mitglied der Neo-Ländler-Formation «Gläuffig», mit der er bis 2024 drei Alben einspielte und wiederholt im Fernsehen auftrat. Zudem spielte er mit Volksmusik-Grössen wie Dani Häusler oder Carlo Brunner und unterhält Duos mit Pirmin Huber und Simone Felber. Mit Helvetikuss nahm er 2021 für das Komikerduo Lapsus die Musik zu deren Programm «Helveticus Circus Lapsus» auf. Im Jazzbereich arbeitete er zunächst mit «Druckmittel», dann mit Nathanael Su, Claudio Puntin, der Swiss Army Big Band (Expo 2015 in Mailand), Roberto Bossard, Francesco Losavio und mit Cinzia Catania (Anatomy of Melancholy). Mit seinem Quartett Lukas Gernet’s Reconception veröffentlichte er 2015 bei TCB Records das Album Les Nuits Melan. Gemeinsam mit Rafael Jerjen und Samuel Büttiker bildete er das Trio MaxMantis. Weiterhin komponierte er eine Melodie für das Glockenspiel am Haus Ruckli an der Bahnhofstrasse in Luzern, die täglich mehrfach ertönt. 2020/21 fungierte er am Luzerner Theater als musikalischer Leiter des Kindermusiktheaterspiels «Schellen-Ursli».
Seit 2023 lehrte Gernet zudem als Dozent für Theorie und Nebenfach Klavier im Profil Volksmusik an der Hochschule Luzern.